# Poço Dantas
Pour les articles homonymes, voir Poço.
Poço Dantas est une ville brésilienne du nord-ouest de l'État de la Paraíba.
Sa population était estimée à 3 919 habitants en 2007. La municipalité s'étend sur 97 km2.